# André Gorz
André Gorz (Gérard Horst), (Viena, fevereiro de 1923 — Vosnon, 22 de setembro de 2007) foi um filósofo austro-francês, também conhecido pelo pseudônimo Michel Bosquet.
Como jornalista, ajudou a fundar em 1964 o semanário Le Nouvel Observateur. No pós-guerra, apoiou Jean-Paul Sartre, em sua versão existencialista do marxismo, mas rompeu com ele após o Maio de 68 e passou a se interessar por ecologia política, da qual tornou-se um dos principais teóricos. Seu tema central foi o trabalho: liberação do trabalho, justa distribuição de trabalho, trabalho alienado, etc. Ele também defendeu a renda básica de garantia (ou renda básica de cidadania, que tem, no Brasil, o senador Eduardo Suplicy seu principal defensor).
É autor de Metamorfoses do Trabalho, obra na qual analisa, entre outras questões, a relação entre o cálculo contábil e a racionalidade econômica.
No dia 22 de setembro de 2007, em sua casa, na aldeia de  Vosnon, André Gorz se suicidou aos 84 anos, ao mesmo tempo que sua mulher, Dorine, afetada por uma grave doença. A ela, Gorz havia dedicado o livro Lettre à D. - Histoire d'un amour (2006).

## Juventude
Nascido Gerhart Hirsch, era filho de um comerciante de madeira vienense, de origem judaica, e de uma secretária católica, oriunda de um ambiente artístico. Seus pais não demonstravam um forte sentimento de identidade nacional ou religiosa, de forma que, para escapar do antissemitismo, seu pai converteu-se ao Catolicismo e adotta, em 1930, o sobrenome Horst.
Antes a eclosão da Segunda Guerra Mundial, sua mãe mandou-o para uma instituição em Suíça, para evitar sua convocação pelo exército alemão. Depois disso, Gerhart Hirsch se naturalizou francês em 1957 com o apoio de Pierre Mendès France. Em 1945 graduou-se na Escola de Engenheiros da Universidade de Lausanne, como engenheiro químico.
Começou a trabalhar como tradutor de histórias curtas americanas para um editor suíço, fazendo publicar seus primeiros artigos em um jornal de esquerda. Em 1946 ele conheceu Jean-Paul Sartre, de quem se tornou próximo. Então, sofreu grande influência do existencialismo e da fenomenologia.
Em junho de 1949 Gorz mudou-se para Paris, onde começou trabalhando com o secretariado internacional do Mouvement des Citoyens du Monde e depois como secretario particular de uma adido militar da embaixada da Índia. Posteriormente, como jornalista da Paris-Presse, adotou o pseudônimo de Michel Bosquet. Encontrou-se, ali, com Jean-Jacques Servan-Schreiber, que o recrutou como jornalista econômico para o L'Express, em 1955.
Em paralelo com suas atividades jornalísticas, ele continuou próximo de Sartre e adotou uma postura existencialista sobre o marxismo, o que o levou a enfatizar as questões da alienação e da libertação, no conjunto da reflexão sobre a experiência existencial, e a análise do sistema social do ponto de vista da experiência individual. Esses debates intelectuais formaram a base de seus primeiros livros, Le Traître (Le Seuil, 1958, prefaciado por Sartre), La Morale de l'histoire (Le Seuil, 1959) e Fondements pour une morale (Galilée, 1977), publicado quinze anos depois de escrito. Todos foram assinados como André Gorz, pseudônimo escolhido a partir do nome dos óculos dados por o seu pai.

## 1960-1980
Gorz tornou-se um teórico importante do movimento da Nova Esquerda (New Left), inspirado no jovem Marx, em discussões sobre humanismo e alienação e a liberação da humanidade. Gorz foi influenciado, também, pela Escola de Frankfurt, sendo amigo de Herbert Marcuse. Outros amigos que passaram por sua casa são Rossana Rossanda, fundadora do jornal comunista Il Manifesto, o fotógrafo William Klein e jovens intelectuais como Marc Kravetz e Tiennot Grumbach.
Gorz foi um forte crítico do estruturalismo, por suas objeções ao subjetivo e à subjetividade. Ele se dizia um "revolucionário-reformista", um democrata socialista que esperava ver reformas que alterassem o sistema.
Em 1960,  juntou-se à comissão editorial de Les Temps Modernes, introduzindo na França os sindicalistas italianos Bruno Trentin e Vittorio Foa. Impondo-se como líder intelectual da tendência italiana da Nova Esquerda, influenciou os ativistas da União dos Estudantes da França  (UNEF) e os membros da CFDT (em particular Jean Auger, Michel Rolant e Fredo Krumnow) com a teoria da autogestão operária.
Manifestou-se diretamente aos sindicatos em Stratégie ouvrière et néocapitalisme (Le Seuil, 1964), onde criticou o crescimento econômico capitalista e expôs várias estratégias para os sindicatos. No mesmo ano, ele saiu do L'Express para fundar, junto com Serge Lafaurie, Jacques-Laurent Bost, K. S. Karol e Jean Daniel, a revista Le Nouvel Observateur (usando o pseudônimo de Michel Bosquet).
Profundamente afetado pelo Maio de 1968, Gorz enxergou nesses eventos a confirmação de sua postura marxista-existencialista, que junto as críticas dos estudantes contra as instituições e as organizações do Estado (Estado, escola, família, empresas). Depois disso,  debruçou-se sobre a teoria de Ivan Illich sobre educação, medicina e a abolição do trabalho heterônomo. Em 1969, publicou um discurso de Illich em Les Temps Modernes, antes de conhecê-lo, em 1971, na Le Nouvel Observateur, quando publicou Une Société sans école. Em 1972, Gorz traduz no semanário, uma versão resumida de La convivialité (1973), de Illich. As ligações entre os dois autores se estreitam em 1974, durante uma temporada em  Cuernavaca (México), que resulta em duas longas matérias para Le Nouvel Observateur.
O desenvolvimento do pensamento político e filosófico de André Gorz o levou à ruptura com seus colaboradores de "Le Temps Moderne", do qual era responsável editorial desde 1969. Em abril de 1970, seu artigo "Destruindo a Universidade" (Détruire l'Université)  provocou a renúncia de Jean-Bertrand Pontalis e Bernard Pingaud. Gorz também criticou a tendência maoista presente no jornal desde 1971, que era apoiada por Sartre. Finalmente, Gorz renunciou em 1974 do "Les Temps Modernes", em seguida às divergências sobre um artigo sobre o grupo autonomista italiano Lotta Continua. A ruptura com Sartre levou Gorz a novas reflexões. Ao mesmo tampo, ele foi afastado da análise econômica no Le Nouvel Observateur, sendo substituído por economistas mais clássicos. A razão dada para esse afastamento concerne a sua campanha contra a indústria nuclear, que levou a EDF, a empresa elétrica estatal, a retirar anúncios na revista.
Nessa época, Gorz tornou-se uma liderança da ecologia política, tendo suas ideias publicadas, sobretudo pelo jornal ecologista "Le Sauvage", fundado por Alain Hervé (o criador da seção francesa dos "Friends of Earth"). Em 1975, publicou Ecologie et politique (Galilée, 1975), e em 1977 Ecologie et liberté, um dos textos fundamentais da problemática ecológica, segundo Françoise Gollain. Seu pensamento nessa área fortaleceu-se após sua utilização no relatório do Clube de Roma Limites do crescimento (1972).
Gorz colocou-se  na oposição ao individualismo hedonista e ao utilitarismo produtivo, defendendo uma versão humanista e radical da ecologia. A ecologia de Gorz, de todo modo, permanece  ligada à critica ao capitalismo, quando  ele  defende uma "revolução ecológica, social e cultural para abolir os constrangimentos do capitalismo".

## 1980-2007
Por volta de 1980, André Gorz rompeu com várias correntes às quais estava ligado. Primeiro, passou à crítica ao marxismo em Adieux au prolétariat (Galilée, 1980) e rompeu com os sindicatos. Então, rompeu com os movimentos pacifistas alemães em 1982, quando se negou a se manifestar contra a instalação dos mísseis Pershing II, pelos Estados Unidos, na Alemanha Ocidental. No mesmo ano, Gorz retirou-se do Le Nouvel Observateur. Finalmente, depois da morte de Sartre, deixou de colaborar em 1983 com "Les Temps Modernes".
Entre 1990 e 2007, o jornal Multitudes, próximo de Toni Negri (que recomendou seu livro Misères du présent, richesse du possible), e as jornais ecologistas "EcoRev'" e "Entropia" publicaram seus artigos. Gorz estudou, particularmente em Métamorphoses du travail (Galilée, 1988), como o capitalismo passou a requerer investimentos de capacidades humanas. Gorz passou, ainda, a defender uma Renda Básica de Garantia independente do trabalho.

## Livros
- Le Traître. Prefácio de Jean-Paul Sartre. Paris: Seuil, 1958. Edição aumentada, Suivi de Le Vieillissement. Col. Folio. Paris: Gallimard, 2005.
- La Morale de l'Histoire. Paris: Seuil, 1959.
- Stratégie Ouvrière et Néocapitalisme. Paris: Seuil, 1964.
- Le Socialisme Difficile. Paris: Seuil, 1967.
- Réforme et Révolution. Paris: Seuil, 1969.
- Critique de la Division du Travail (coletivo). Paris: Seuil, 1973.
- Critique du Capitalisme Quotidien. Paris: Galilée, 1973.
- Écologie et Politique. Paris: Galilée, 1975. Edição aumentada, Paris: Seuil, 1978.
- Fondements pour une Morale. Paris: Galilée, 1977.
- Écologie et Liberté. Paris: Galilée, 1977.
- Adieux au Prolétariat - Au Delà du Socialisme. Paris: Galilée, 1980. Edição aumentada, Col. Points. Paris: Seuil, 1981.
- Les Chemins du Paradis. Paris: Galilée, 1983.
- Métamorphoses du Travail. Quête du Sens - Critique de la Raison Économique. Paris: Galilée, 1988. Reedição. Paris: Gallimard, 2004.
- Capitalisme, Socialisme, Écologie. Paris: Galilée, 1991.
- Misères du Présent, Richesse du Possible. Paris: Galilée, 1997.
- L'Immatériel - Connaissances, Valeur et Capital. Paris: Galilée, 2003.
- Lettre à D. - Histoire d'un Amour. Paris: Galilée, 2006.
- Ecologica. Paris: Galilée, 2008.
- Le fil rouge de l'écologie. Entretiens inédits en français, editado por Willy Gianinazzi. Paris: Ed. de l'EHESS, 2015.
- Leur écologie et la nôtre. Anthologie d'écologie politique, editado por Françoise Gollain e Willy Gianinazzi. Paris: Seuil, 2020.

### Em inglês
- Ecology As Politics (South End Press, 1979)
- The Traitor (1980)
- Paths to Paradise (1985)
- Critique of Economic Reason (1989)
- Capitalism, Socialism, Ecology (1994)
- Reclaiming Work: Beyond the Wage-Based Society (1999)
- The Immaterial: Knowledge, Value and Capital (2010)

### No Brasil
- Estratégia Operária e Neocapitalismo. Trad. Jacqueline Castro. Rio de Janeiro: Zahar, 1968.
- O Socialismo Difícil. Trad. Maria Helena Kuhner. Rio de Janeiro: Zahar, 1968.
- Adeus ao Proletariado - para Além do Socialismo. Trad. Angela Ramalho Vianna e Sergio Goes de Paula. Rio de Janeiro: Forense Universitária, 1982.
- Critica da Divisão do Trabalho (coletivo). Trad. Estela dos Santos Abreu. São Paulo: Martins Fontes, 2001.
- Metamorfoses do Trabalho - Busca do Sentido, Crítica da Razão Econômica. Trad. Ana Montoia. São Paulo: Annablume, 2003.
- Misérias do Presente, Riqueza do Possível. Trad. Ana Montoia. São Paulo: Annablume, 2004.
- O Imaterial: Conhecimento, Valor e Capital. Trad. Celso Azzan Jr. (da edição alemã aumentada, 2004) São Paulo: Annablume Editora, 2005.
- Carta a D. - História de um Amor. Trad. Celso Azzan Jr. São Paulo: Annablume Editora, 2008.

## Biografia
- Willy Gianinazzi, André Gorz. Une vie, Paris, La Découverte, 2016.